# 桜の名所 (国別)

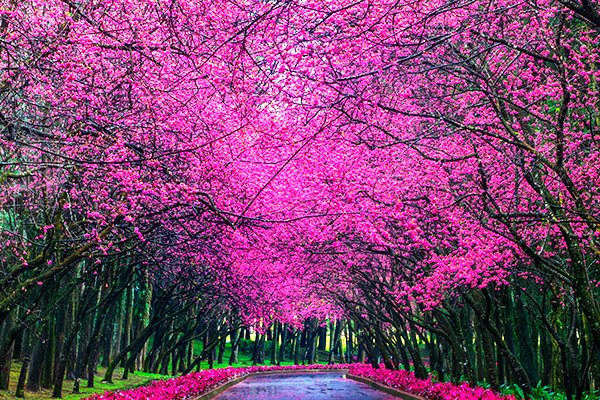
台湾：九族文化村の桜

本記事では桜の名所（さくらのめいしょ、英語: Cherry blossom cultivation by country）を大陸別、国別に示す。

## アジア

### 韓国
韓国では、ソウルの汝矣島（ヨイド）、慶州市の大陵苑石垣道桜祭り、大邱市の寿城池（スソンモ）などがある。

### 台湾
沖縄県より南に位置する台湾では1月下旬から4月頃まで様々な品種のサクラが咲くが、特に旧正月明けから陽明山や阿里山といった名所に多数の花見客が押し寄せる。南投県魚池郷の九族文化村の桜は、2013年に日本さくらの会が選定した日本国外の『さくら名所優選の地』である。

### 中国
中国の桜の名所は、遼寧省大連市旅順口区の龍王塘桜花園および203高地、河北省武漢市の東湖桜花園および武漢大学構内、上海市宝山区の顧村公園などである。

### 日本
日本では、桜の名所は「日本さくら名所100選」にリストされている。

### トルコ
トルコの北、黒海に面したギレスンは古来サクランボの大生産地で、その古名が「Cerasus」としてローマ世界へ紹介されて、英語名Cherryおよびフランス語名Ceriseの語源となっている。眺める桜は、イスタンブールに「エルトゥールル号遭難事件」を記念して建てられたネザハット・ギョクイート植物園などにある。
2010年から2011年のさくらプロジェクトとして、トルコの様々な場所に日本のさくらが移植された。

### ロシア・アジア地区
ロシアのアジア地区には、ウラル地方チェリアビンスクのプーシキン公園、沿海地方ウラジオストクのウラジオストク国立大学などがある。

## アフリカ

### モロッコ
モロッコのアトラス山脈のふもとの実験農場に桜がある。

### 南アフリカ
南アフリカでは、サクラの生育が難しいので、やはり春先に咲くブラジル原産のジャカランダ属が多い。

## アメリカ
北アメリカ

### アメリカ合衆国
アメリカ合衆国では、ワシントンD.C.のタイダル・ベイスンを始めとして、ジョージア州メイコンは「世界のサクラの都」を自称し毎年「国際桜祭り」を開催し、ハワイ州ワイメアまで数多くの場所で桜が見られるようになった。

### カナダ
カナダには、バンクーバーのクイーン・エリザベス・パーク (ブリティッシュコロンビア州)、トロントのハイ・パーク、モントリオールのモントリオール植物園などがある。
中央アメリア

### メキシコ
メキシコでは、サクラの生育が難しいので、やはり春先に咲くブラジル原産のジャカランダ属が多い。
南アメリカ：

### アルゼンチン
アルゼンチンでは、ブエノスアイレスの日本庭園に多くの桜が咲く。

### ブラジル
ブラジルには、サンパウロ市の東洋人街などがある。

## オセアニア

### オーストラリア
オーストラリアのカウラのカウラ事件のあった場所に、桜が植えられた。

### ニュージーランド
ニュージーランドのウェリントンのアストン・ノーウッド・ガーデンズに桜がある。

## ヨーロッパ
西欧

### オランダ
オランダのアムステルダム郊外のアムステルフェーンとの間にあるアムステルダムセ・ボス内のケルセンブルーセム公園には、オランダ在住の日本人婦人会が寄贈した桜400本が植えられていて、それぞれに女性名がつけられているのが、名高い。

### スペイン
スペインには、カセレスのヘルデ渓谷、マラガのアルファルナテ村などがある。

### ドイツ
ドイツでは、ボンのヘーア通り（「桜通り」）など、数多くの場所に桜が見られるようになった。
東欧

### ウクライナ
ウクライナは、首都キーウが京都市と姉妹都市になっていて、キーウの「京都公園」には360本の桜が植えられている。

### ロシア・ヨーロッパ地区
ロシアのヨーロッパ地区では、モスクワのモスクワ大学植物園、サンクトペテルブルクのサンクトペテルブルク植物園、ソチのソチ植物園（デンドラリイ）などが名高い。
アントン・チェホフ著の戯曲『桜の園』は日本でもよく知られているが、この桜の園はサクランボを食べるための桜の園で、それを手入れをしなかったので何年に一度しか収穫できなくなった様も描いているといわれる。
北欧

### アイスランド
アイスランドでは、レイキャビクのチョルトニン湖湖畔に桜が植えられている。

### スウェーデン
スウェーデンのストックホルムの王立公園が、特に名高い。

### デンマーク
デンマークでは、コペンハーゲンへは桜の苗木200本がアンデルセン生誕200周年を記念して2006年に寄贈され、翌年から「さくらフェスティバル」が開催された。

### フィンランド
フィンランドでは、2007年に首都ヘルシンキにサクラ公園は造られた。